# Bazén (film, 1969)
Bazén (francouzsky La Piscine) je filmové drama z roku 1969 režírované Jacquesem Derayem v italsko-francouzské koprodukci. Děj vypráví o osobních vztazích, žárlivosti a nevěře.
Hlavní postavy ztvárnili Alain Delon a Romy Schneider jako partnerská dvojice, Maurice Ronet hrál „dobrého“ přítele páru a jeho osmnáctiletou dceru představovala Jane Birkinová. Film se odehrává na letní Francouzské riviéře, převážně ve vile nad Saint-Tropez.
Ve francouzských kinech snímek zhlédlo 2 341 721 diváků.

## Děj
Jean-Paul (Alain Delon) je nepříliš úspěšný spisovatel, který se živí vymýšlením sloganů v reklamní agentuře. Spolu se svou přítelkyní, novinářkou Marianne, tráví lenivou měsíční dovolenou na Francouzské riviéře u Saint-Tropez. Vilu jim půjčili přátelé, kteří odjeli do Íránu.
Jednoho parného dne přijíždí dvojici navštívit dobrý přítel Harry (Maurice Ronet), profesí hudební producent. Doprovází ho osmnáctiletá dcera Penelope (Jane Birkinová), o které pár nikdy předtím neslyšel. Jean-Paul žije s Mariannou více než dva roky. Atraktivní žena udržovala dříve milenecký poměr se sebevědomým Harrym.
Noví hosté přijímají nabídku strávit několik dnů před cestou do Itálie odpočinkem v domě. Jak dny plynou Harry se snaží o navázání bližšího kontaktu s Mariannou. Jeana-Paula si naopak dobírá pro jeho práci v reklamní agentuře. Hodně pije a po výletu do města s ním přijíždejí přátelé na celonoční party. Jean-Paul pokračuje v abstinenci a poprvé se více věnuje nudící Penelopě, která vyrůstala pouze s matkou a otce poznala až relativně nedávno. Z jejího chování je zřejmé, že k němu necítí bližší vztah.
Harry míří s Mariannou do města na nákup. Sebevědomě tvrdí, že ji může získat zpět. Jean-Paul tak tráví den s Penelopou, jíž bere na koupání k moři. Večer se všichni setkávají u večeře. Mladá dívka je zakřiknutá a odbíhá do pokoje. Přestože není zřejmé, co vše se mezi ní a Jean-Paulem odehrálo, napjatá atmosféra napovídá, že se vytvořilo citové pouto.
Harry na to reaguje prohlášením, že příští ráno s dcerou odjíždí. Zamíří se opít do města a vrací se během hluboké noci. Zastihuje Jean-Paula, který také pije alkohol. U bazénu dochází k ostré hádce. Harry kamarádovi vyčítá poměr s jeho dcerou a snaží se ho udeřit pěstí do obličeje. Po promáchnutí padá do bazénu. V podroušeném stavu se marně snaží vylézt. V tom mu u okraje brání Jean-Paul, když jej vždy shodí hlouběji do vody. Nakonec mu přidržuje hlavu pod hladinou a přítele utopí. Svléká z něj mokré šaty, schovává je ve sklepě pod dřevem a přináší nové ze skříně, které položí vedle bazénu. Harry má na sobě oblečené plavky a situace by měla budit dojem nešťastného utonutí opilého muže.
Po pohřbu vilu opakovaně navštíví komisař Lévêque (Paul Crauchet) z Marseille, který s párem vede rozhovor. Pouze Marianně vyloží své pochybnosti o nešťastné náhodě. Za podezřelé považuje nalezení Harryho vyžehleného a nepoužitého oblečení u bazénu. Otázkou také zůstává, proč měl na ruce zlaté hodinky, když nebyly vodotěsné? Jeho cílem je tak nalezení skrytých šatů.
Marianna ví, že měl Jean-Paul v úmyslu odjet s Penelopou a opustit ji. Poté, co mu vypoví komisařův záměr, mladý spisovatel se domnívá, že již ukryté šaty našla a přiznává se ke všemu. Marianna mu však i přes plánovaný rozchod hodlá pomoci a odvrací od něj podezření. Inspektoru vše zatajuje a skrze partnera posílá Penelopu k matce. Následně s ním ale odmítá odjet domů a volá si taxi. V průběhu telefonátu však Jean-Paul přerušuje hovor a oba setrvají v mlčení. Hledí z okna na bazén a on sevře poddajnou Mariannu v náručí.

## Obsazení
| Alain Delon    | Jean-Paul           |
| Romy Schneider | Marianne            |
| Maurice Ronet  | Harry Lannier       |
| Jane Birkinová | Penelope Lannierová |
| Paul Crauchet  | komisař Lévêque     |

## Produkce
Filmové drama bylo natáčeno od 16. srpna 1968 do poloviny října téhož roku ve vile s velkým bazénem, ležící ve čtvrti L'Oumède jihofrancouzského města Ramatuelle. Další záběry byly pořízeny v oblasti Saint-Tropez.

### Trivia
Herci Alain Delon a Romy Schneider udržovali ve skutečném životě partnerský vztah v letech 1959–1963, kdy byli zasnoubeni. Delon jí pak předal Čestného Césara 2008 (in memoriam).

## Remake
V roce 2015 vznikl remake nazvaný Oslněni sluncem, jenž v anglickém originále získal jméno podle popartového obrazu A Bigger Splash z roku 1967 od Davida Hockneyho. V hereckých rolích se představili Tilda Swintonová, Matthias Schoenaerts, Ralph Fiennes a Dakota Johnsonová.